# Pedilochilus humilis
Pedilochilus humilis är en orkidéart som beskrevs av Johannes Jacobus Smith. Pedilochilus humilis ingår i släktet Pedilochilus och familjen orkidéer. Inga underarter finns listade i Catalogue of Life.